# Ramón Montoya
Pour les articles homonymes, voir Montoya.
Ramón Montoya (né en 1879 et décédé en 1949 à Madrid), est un guitariste espagnol de flamenco.

## Biographie
Autodidacte, il commença à se produire dans les cafés chantants dès l'âge de quatorze ans, et fut, entre autres, l'accompagnateur de La Niña de los Peines et d'Antonio Chacón. En 1922, il participe avec ce dernier au concours de Cante Jondo de Grenade, organisé par Manuel de Falla et Garcia Lorca. Il accède à la notoriété en étant le premier guitariste à faire des récitals solistes et enregistre plusieurs disques comme accompagnateur et soliste. Il est considéré comme l'inventeur de la technique moderne de la guitare flamenca et influença des artistes comme Sabicas et Niño Ricardo.
Son neveu Carlos Montoya (1903-1993) est aussi un guitariste reconnu.